# Hölibach (Reuss)
Der Hölibach ist ein fast 3 Kilometer langer Bach im Schweizer Kanton Aargau und ein rechter Zufluss der Reuss. Er entwässert einen grossen Teil des Gemeindegebiets von Gebenstorf im Bezirk Baden.

## Geographie

### Verlauf
Der Hölibach entspringt östlich der Dorfsiedlung und südlich des Chörnlisbergs im Wald Müsere und nimmt in seinem Verlauf nur wenige und ganz kurze Nebenbäche auf. Er hat im anstehenden Jurakalk zwischen den Anhöhen Hornebni und Eichhölzli ein gegen Nordwesten laufendes Erosionstal gebildet, das bis zum Siedlungszentrum von Gebenstorf führt. Im Tal liegt die Häusergruppe der Lochmühle. Die Stelle im engen Einschnitt heisst auch Höli, und von dieser Bezeichnung ist der Name des Hölibachs abgeleitet. 
Der Bach fliesst in der Dorfsiedlung durch eine Dole unter der Hauptstrasse 3 (und zugleich der Hauptstrasse 296.1) hindurch und danach über seinen weiten Schuttfächer im ehemaligen Auengebiet Reussschachen im Wasserschloss der Schweiz und mündet beim Gebenstorfer Schächli in die Reuss. Die Uferlandschaft an der Reuss mit der Mündung des Baches liegt im geschützten Auengebiet Wasserschloss Brugg-Stilli, das im Bundesinventar der Auengebiete von nationaler Bedeutung verzeichnet ist, und gehört auch zu der weiteren Reusslandschaft, die als Landschaftsschutzgebiet von nationaler Bedeutung ausgewiesen ist.

### Einzugsgebiet
Das 2,7 km² grosse Einzugsgebiet des Hölibachs liegt im  Schweizer Jura und wird durch ihn über die Reuss, die Aare und  den Rhein zur Nordsee entwässert.
Es besteht zu 57,8 % aus bestockter Fläche, zu 31,1 % aus Landwirtschaftsfläche und zu 11,1 % aus Siedlungsfläche.
Die Flächenverteilung
Die mittlere Höhe des Einzugsgebietes beträgt 490,9 m ü. M.

## Bilder

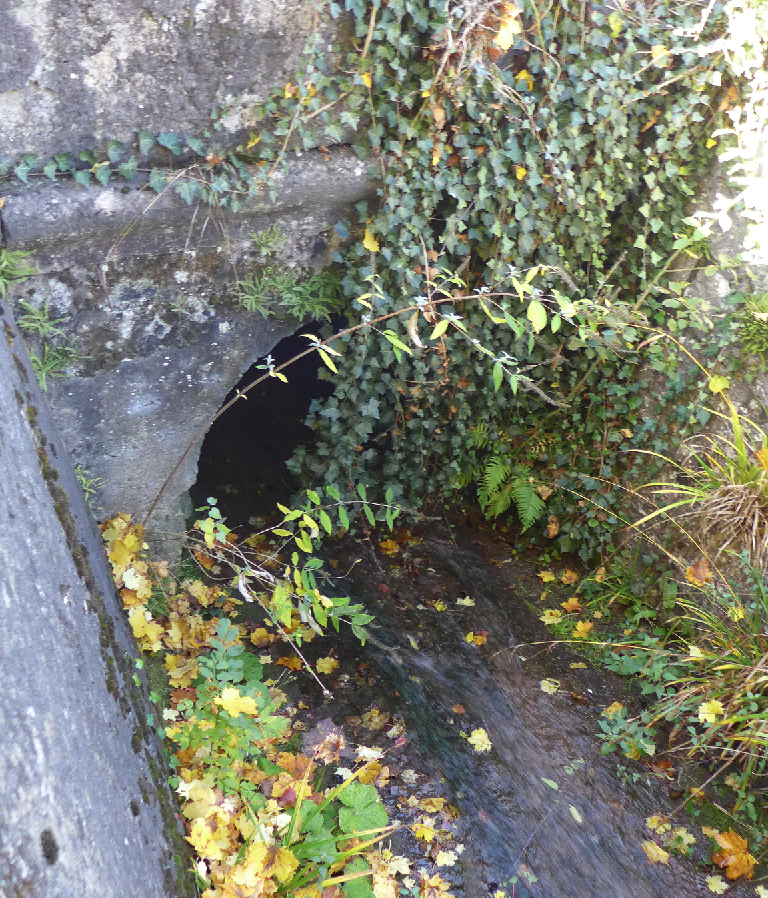
Einlauf des Hölibachs in die Dole unter der Hauptstrasse in Gebenstorf
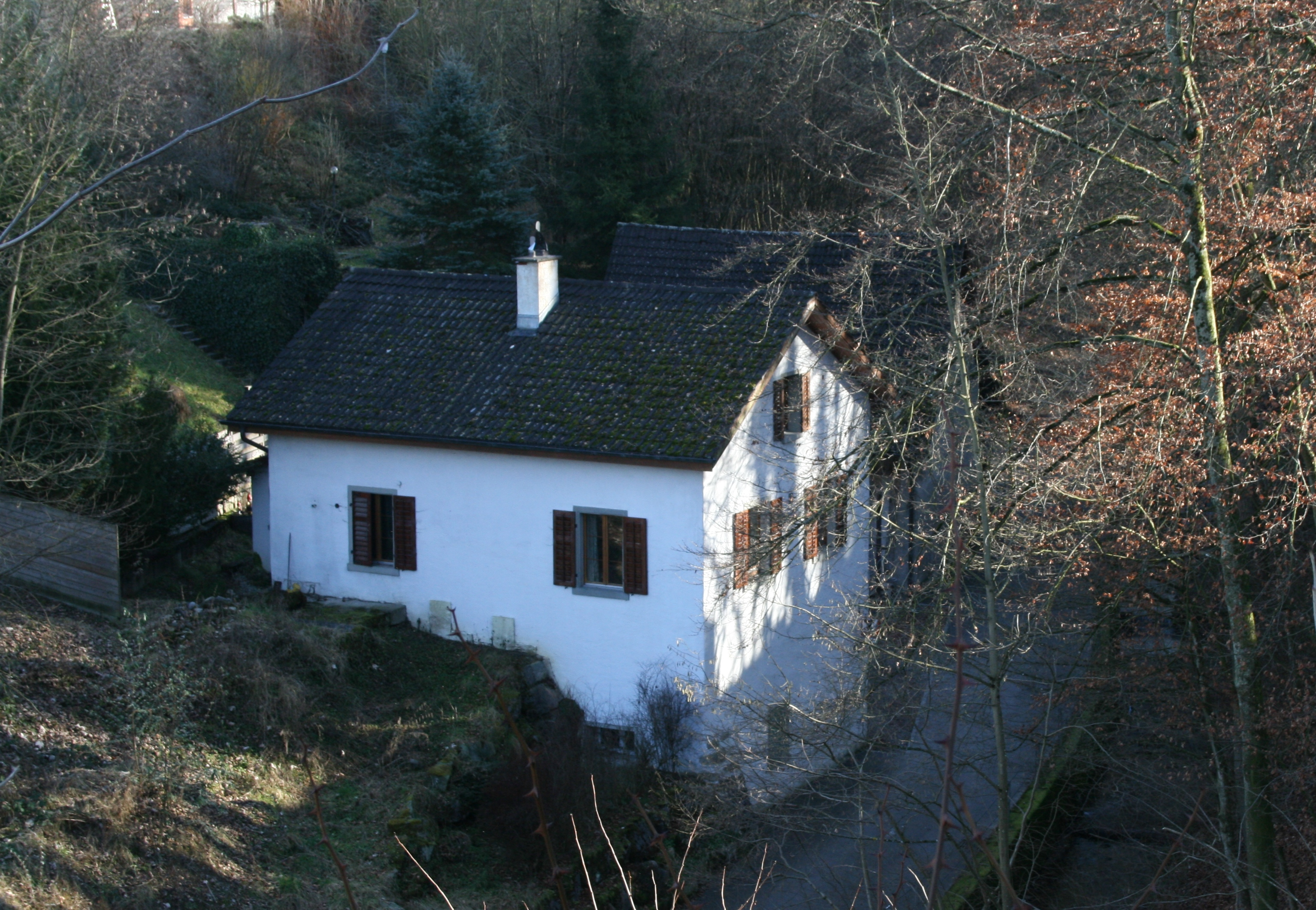
Lochmühle